# Lijst van kastelen in Drenthe
Dit is een lijst van kastelen en havezaten in de Nederlandse provincie Drenthe. In de lijst zijn alleen die gebouwen en voormalige gebouwen opgenomen die verdedigbaar waren of zo bedoeld zijn, en voor bewoning bestemd waren. Een deel van de havezaten in de lijst is een landhuis dat gebouwd is op de fundamenten van een (verdwenen) gebouw.
| Kasteel                      | Plaats         | Gemeente    | Bouwperiode | Type         | Huidige staat                      | Toegankelijk | Afbeelding |
| ---------------------------- | -------------- | ----------- | ----------- | ------------ | ---------------------------------- | ------------ | ---------- |
| Angelslo, den                | Emmen          | Emmen       |             |              | verdwenen                          |              |            |
| Anssen                       | Ansen          | De Wolden   |             |              | verdwenen                          |              |            |
| Batinge                      | Dwingeloo      | Westerveld  |             |              | verdwenen                          |              |            |
| Borch, Ter                   | Eelde          | Tynaarlo    |             |              |                                    |              |            |
| Entinge (Bonnen)             | Bonnen         | Aa en Hunze |             |              | verdwenen                          |              |            |
| Clooster, Ten                | Coevorden      | Coevorden   | onbekend    |              | 1672/1673 afgebroken               |              |            |
| Coevorden                    | Coevorden      | Coevorden   |             |              | verbouwd                           | ja           |            |
| Dunningen                    | De Wijk        | De Wolden   |             |              | verdwenen                          |              |            |
| Echten                       | Echten         | De Wolden   |             |              |                                    |              |            |
| Entinge                      | Dwingeloo      | Westerveld  |             |              | verdwenen                          |              |            |
| Groeneveld, het              | Meppel         | Meppel      |             |              | verdwenen                          |              |            |
| Hanshouwe, Ter               | Peize          |             | 15e eeuw    |              |                                    |              |            |
| Havixhorst                   | De Wijk        | De Wolden   |             |              |                                    | ja           |            |
| Kinkhorst                    | Meppel         | Meppel      |             |              | restanten                          | nee          |            |
| Klencke, de                  | Oosterhesselen | Coevorden   |             |              |                                    | nee          |            |
| Klinkenberg                  | Gees           |             | 13e eeuw    | mottekasteel | verdwenen, locatie gereconstrueerd |              |            |
| Laarwoud                     | Zuidlaren      | Tynaarlo    |             |              |                                    | nee          |            |
| Lemferdinge                  | Eelde          | Tynaarlo    |             |              |                                    |              |            |
| Luchtenburg: zie Waterburcht | Eelde          | Tynaarlo    |             |              |                                    |              |            |
| Mensinge                     | Roden          | Noordenveld |             |              | verbouwd                           | ja           |            |
| Mensinga                     | Roderwolde     | Noordenveld |             |              | verdwenen                          |              |            |
| Nijenhave                    | Ruinen         | De Wolden   |             |              | verdwenen                          |              |            |
| Oldengaerde                  | Dwingeloo      | Westerveld  |             |              |                                    | ja           |            |
| Onsta                        | Assen          | Assen       |             |              | verdwenen                          |              |            |
| Overcinge                    | Havelte        | Westerveld  |             |              |                                    | nee          |            |
| Huis te Peize                | Peize          |             | 16e eeuw    | havezate     | verdwenen                          |              |            |
| Rheebruggen                  | Ruinen         | De Wolden   |             |              | verdwenen                          |              |            |
| Ruinen/Oldenhave             | Ruinen         | De Wolden   |             |              | verdwenen                          |              |            |
| Schelfhorst                  | Eelde          | Tynaarlo    |             |              | reliëf zichtbaar                   |              |            |
| Slot, Het                    | Meppel         | Meppel      |             |              | verdwenen                          |              |            |
| Tonckensborg                 | Westervelde    | Noordenveld |             |              |                                    |              |            |
| Vledderinge                  | Meppel         | Meppel      |             |              | verdwenen                          |              |            |
| Waterburcht                  | Eelde          | Tynaarlo    |             |              | reliëf zichtbaar                   |              |            |
| Westrup                      | Dwingeloo      | Westerveld  |             |              |                                    |              |            |
| Wittesheuvel                 | Wittelte       | Westervelf  |             | mottekasteel |                                    |              |            |

Drenthe ·
Flevoland ·
Friesland ·
Gelderland ·
Groningen ·
Limburg ·
Noord-Brabant ·
Noord-Holland ·
Overijssel ·
Utrecht ·
Zeeland ·
Zuid-Holland